# Капри Кавани
Капри Кавани (енгл. Capri Cavanni; рођена 14. марта, 1982. у Ванкуверу, Канада) је позната канадска порнографска глумица.

## Детињство и младост
Капри је рођена и одрасла у малом градићу ван Ванкувера. После завршетка средње школе, уписује колеџ да би постала ветеринар. Током свог боравка на колеџу, радила је у малој ветеринарској болници. Такође је у то време почела да се бави моделингом, рекламирајући купаће костиме и доњи веш и њиме се активно бавила 4 године у свом Ванкуверу.

## Каријера
Капри је 2008. године одлучила да се упусти у порно индустрију. Године 2008. сели се у Калифорнију и почиње са снимањима за компанију Вивид, а након тога и за компаније као што су Бразерс, Хастлер и Ноти Америка. Као резултат тога, убрзо се нашла на разним веб страницама, на којима се могла видети у скоро свим улогама, укључујући лезбо и хетеро сцене. Радила је заједно са популарним порнографским глумицама Тејлор Вејн и Кели Медисон.
У лето 2010. године Капри објављује свој први DVD. У јесен 2010. објављује да престаје са снимањем сценама са мушкарцима, а као разлог наводи промене у приватном животу. Како год, Капри је још увек била под уговором са ОЦ Моделсом, за које је снимала лезбо сцене. У лето 2011, Капри објављује да би поново могла снимати сцене са мушкарцима. Исте године стартује свој званични веб сајт.

## Приватан живот
Капри тренутно живи у Лос Анђелесу, Калифорнија.

## Награде
| Година | Резултат   | Награда    | Категорија                 |
| ------ | ---------- | ---------- | -------------------------- |
| 2012   | Номинација | AVN Awards | Unsung Starlet of the Year |

## Филмографија
| Година | Назив филма             | Продукција         |
| ------ | ----------------------- | ------------------ |
| 2009.  | Riley Steele: Chic      | Digital Playground |
| 2009.  | A Mysterious Touch      | Wicked Pictures    |
| 2009.  | Real Wife Stories 3     | Brazzers           |
| 2009.  | King Dong 1             | Muffia             |
| 2010   | Ghost Fuckers           | Penthouse          |
| 2010.  | Tyler's Wood            | Adam & Eve         |
| 2010.  | Vow                     | Wicked Pictures    |
| 2010.  | Can He Score 5          | Bangbros           |
| 2011.  | Raw Sex                 | Vivid              |
| 2011.  | Threesomes Rock         | Red Light District |
| 2012.  | Hot And Mean 5          | Brazzers           |
| 2012.  | My Ex Girlfriend 3      | Pornpros           |
| 2013.  | Rekindled               | Wicked Pictures    |
| 2013.  | Jack Attack 2           | Digital Playground |
| 2013.  | Rookie Swingers         | Pink Visual        |
| 2013.  | This Ain't Die Hard XXX | Hustler Video      |

- Извор